# 仁別
仁別（にべつ）は秋田県秋田市にある大字である。郵便番号は010-0824。住居表示未実施地区。2009年から2019年までの10年間での人口増減率が-26.7%で秋田市内67地区中最低を記録し、最も過疎化が進行している地区になっている。

## 地理
秋田市の北東部、旭川の最上流部に位置する。太平山の山頂を含む秋田市奥地の山林地帯のうち、旭川及びその支流の流域の多くが仁別に属し、仁別国有林を含む広大な領域を持つ。集落は旭川治水ダムの直下、旭川と仁別沢が合流する付近に存在する。南部に太平山リゾート公園が造成されており、秋田市植物園やクアドーム・ザ・ブーン、太平山スキー場オーパスなどがある。仁別林道を辿った奥は「仁別国民の森」に指定されており、仁別森林博物館がある。更に奥には旭又園地（旧キャンプ場）があり、太平山登山コースの入口となっている。
西は上新城白山、南西は山内、南は太平八田・太平黒沢、南東は河辺三内、東は上小阿仁村沖田面、北は五城目町馬場目に接する。

### 小字
14の小字が設置されている。
- 字粟畑台（あわはただい）
- 字家ハヅレ（いえはづれ）
- 字大台（おおだい）
- 字川反押田（かわばたおしだ）
- 字小水沢（こみずさわ）
- 字作兵エ沢（さくべえさわ）
- 字蛇馬目沢（じゃまめさわ）
- 字堂ノ下（どうのした）
- 字中島（なかじま）
- 字マンタラメ（まんたらめ）
- 字水沢（みずさわ）
- 字水沢尻（みずさわしり）
- 字務沢（むさわ）
- 字吉ケ沢（よしがさわ）

### 河川
- 旭川
  - 仁別沢
  - 砥沢
  - 大杉沢
  - 軽井沢
    - 一の沢
    - 二の沢
    - 三の沢
    - ムラスギ沢
    - 四の沢

  - 赤倉沢
    - 篭沢
    - ガラ沢

  - 旭又沢
    - 矢源沢
    - 弟子還沢
    - 御手洗沢

## 歴史
旭川の下流にあたる山内の補陀寺や藤倉山など、中世の宗教遺構に関連して、仁別も古くから存在した集落と考えられている。菅江真澄は布帝山西勝寺や戸沢殿柵跡を記録している。
江戸時代には久保田藩領で、田地は少なく林業を主としており、良質の杉を産したことから一部が藩の御囲山とされていた。切り出した材木は川に流して運搬し、泉村の役所で引き上げていた。

### 沿革
- 1873年（明治6年） - 大区小区制の改正に伴い、秋田郡仁別村は秋田県第1大区6小区に属した[7]。
- 1884年（明治17年） - 郡区町村編制法の下で、南秋田郡泉村・保戸野村・新藤田村・濁川村・添川村・山内村・仁別村が連合。戸長役場は泉村に設置された[6]。
- 1889年（明治22年）4月1日 - 町村制施行に伴い、新藤田村・濁川村・添川村・山内村・仁別村の5ヶ村が合併し南秋田郡上旭川村が発足。旧5ヶ村は大字となる。
- 1892年（明治25年）8月1日 - 下旭川村と上旭川村が合併し、南秋田郡旭川村が成立。旭川村大字仁別となる。
- 1909年（明治42年） - 仁別森林鉄道本線（仁別林道）が開通[8]。仁別駅・務沢駅が開業する[9]。以降、奥地へ多数の支線が敷設される。
- 1933年（昭和8年）3月14日 - 旭川村が秋田市に編入され、秋田市仁別となる。
- 1952年（昭和27年）6月20日 - 「仁別」は秋田魁新報社主催の第一回秋田県観光三十景(有効投票約百九十五万票)では第5位(七万二千四百九十九票)に選出された。
- 1958年（昭和33年）3月 - 仁別山職員研修所が開設[9]。
- 1964年（昭和39年）12月21日 - 仁別森林博物館が開館[9][10]。
- 1968年（昭和43年）9月25日 - 仁別森林鉄道が全線廃道[8]。
- 1972年（昭和47年） - 旭川治水ダムが完成する。
- 1977年（昭和52年）6月15日 - 新観光秋田三十景（二百十七万票）では「太平山・仁別国民の森」が第26位に選出された。
- 1978年（昭和53年）10月 - 仁別森林鉄道の一部路盤跡が秋田県道401号雄和仁別自転車道線として再整備される。
- 1981年（昭和56年） - 「ピクニックの森」供用開始。以後、リゾート公園の施設が順次整備されていく。
- 1982年（昭和57年）4月 - 仁別レジャーランドが開園。
- 1989年（平成元年）
  - 3月 - 仁別レジャーランドが閉園。
  - 6月 - 秋田市植物園が開園。
- 1991年（平成3年）8月29日 - クアドーム・ザ・ブーンがオープン。
- 2003年（平成15年）8月23日 - 太平山自然学習センター「まんたらめ」がオープン。
- 2015年（平成27年）6月27日 - 由利高原鉄道YR-1501が矢島駅から仁別字家ハヅレに移設される。

### 字域の変遷
地区内で区画整理・住居表示実施などに伴う字名・町名の変更は行われていない。

## 世帯数と人口
2020年（令和2年）10月1日現在の世帯数と人口は以下の通りである。
| 小字                          | 世帯数 | 人口  |
| ----------------------------- | ------ | ----- |
| 仁別字粟畑台                  | 8世帯  | 22人  |
| 仁別字家ハヅレ                | 7世帯  | 16人  |
| 仁別字大台 仁別字吉ケ沢       | 6世帯  | 12人  |
| 仁別字堂ノ下 仁別字マンタラメ | 10世帯 | 24人  |
| 仁別字中島                    | 19世帯 | 50人  |
| 計                            | 50世帯 | 124人 |

## 交通

### 鉄道
かつては仁別森林鉄道で、沿線住民の利便のために旅客列車も走っていたが、現在地区内に鉄道路線は通っていない。最寄り駅は中通七丁目にあるJR東日本奥羽本線・羽越本線・秋田新幹線の秋田駅。

### バス
- 秋田中央交通
  - 系統350｜仁別リゾート公園線（臨海営業所・クアドーム・ザ・ブーン前発着）
  - 系統351｜仁別リゾート公園線（秋田駅西口・クアドーム・ザ・ブーン前発着）
    - - 仁別リゾート公園入口 - 中島橋 - 仁別 - ピクニックの森入口 - スキー場前 - クアドーム・ザ・ブーン前

  - 系統352｜仁別リゾート公園線（臨海営業所・森林学習館前発着・リゾート公園グラウンドゴルフ場が休業期間中は系統350）
  - 系統353｜仁別リゾート公園線（秋田駅西口・森林学習館前発着・リゾート公園グラウンドゴルフ場が休業期間中は系統351）
    - - 仁別リゾート公園入口 - 中島橋 - 仁別 - ピクニックの森入口 - スキー場前 - クアドーム・ザ・ブーン前 - 森林学習館前

### 道路
- 秋田県道15号秋田八郎潟線 - 高橋[注 1] の西詰で不通区間となり、仁別林道・中ノ沢林道に接続している。
- 秋田県道401号雄和仁別自転車道線（仁別サイクリングロード）

## 施設
- 仁別浄化センター
- 仁別公民館
- 八幡神社

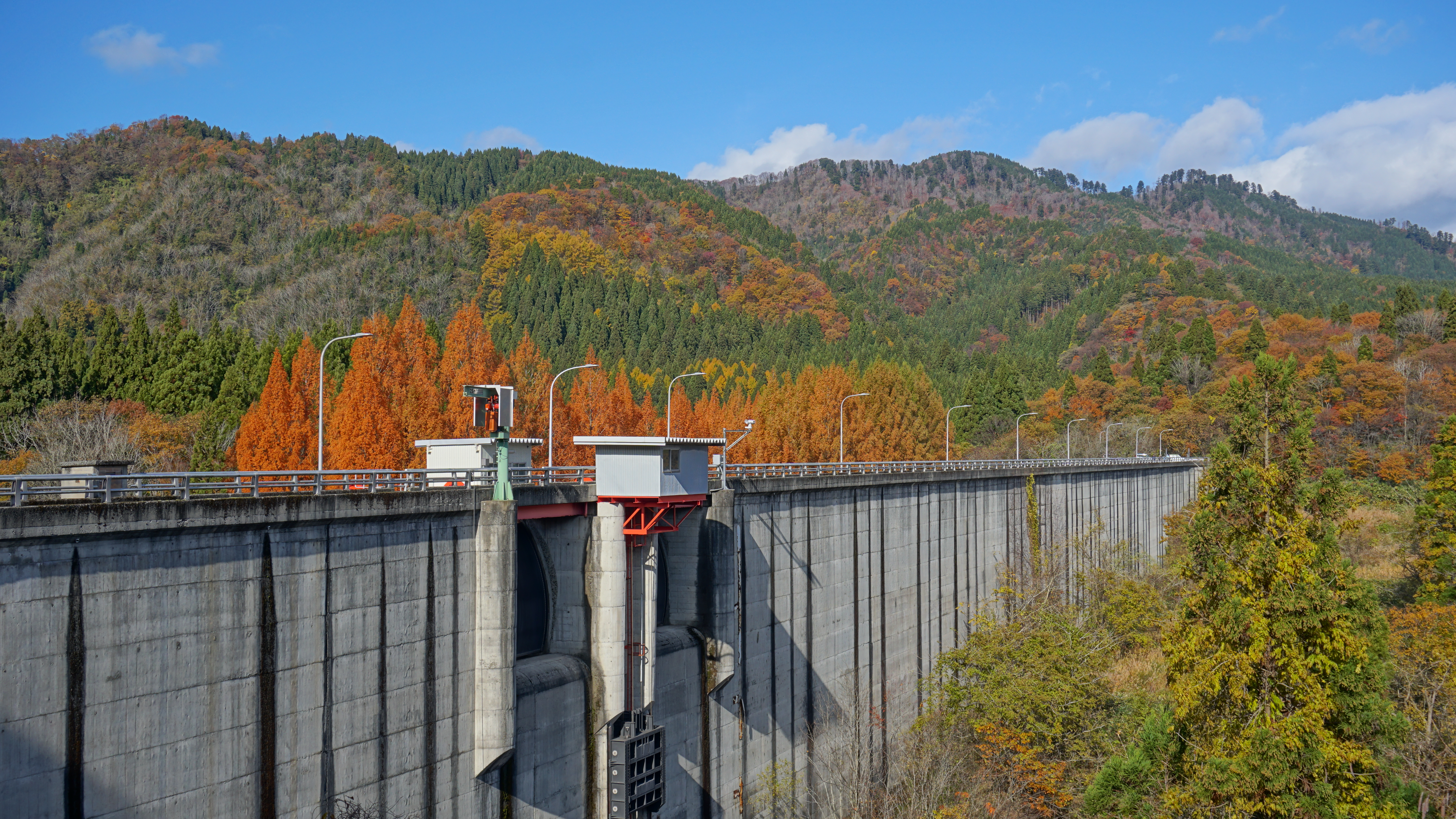
旭川治水ダム
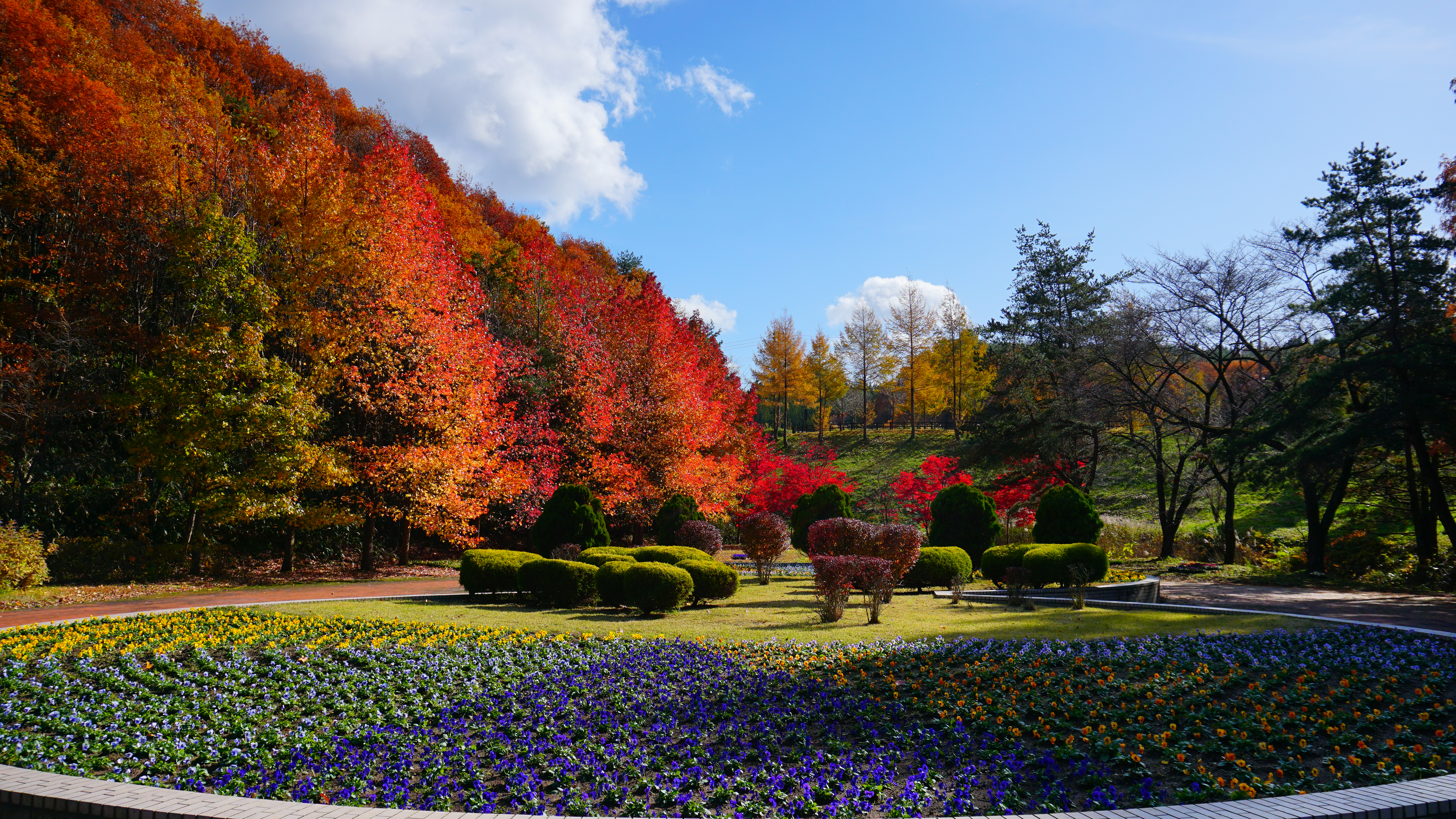
太平山リゾート公園
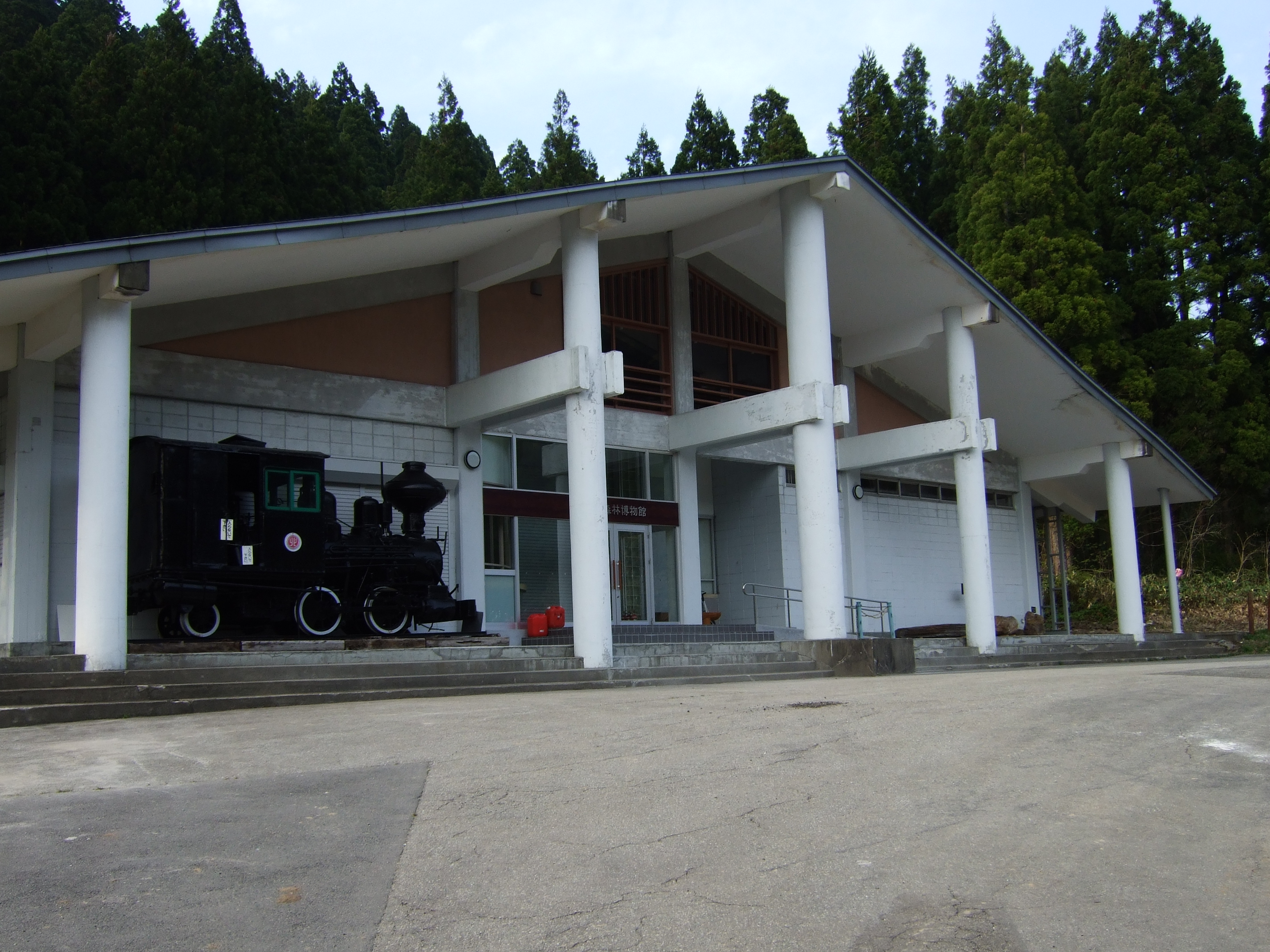
仁別森林博物館
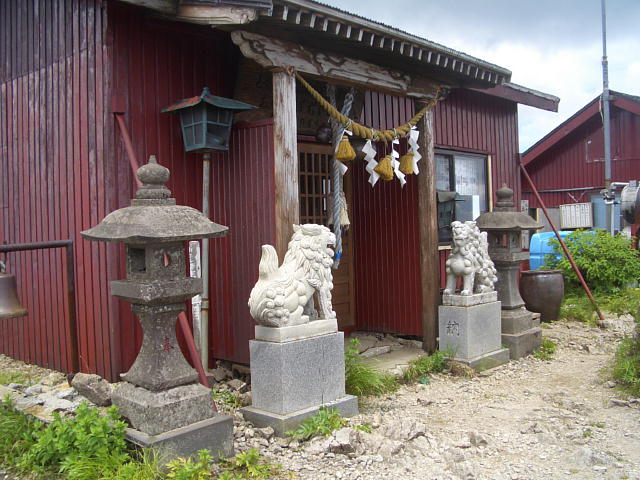
太平山三吉神社奥宮
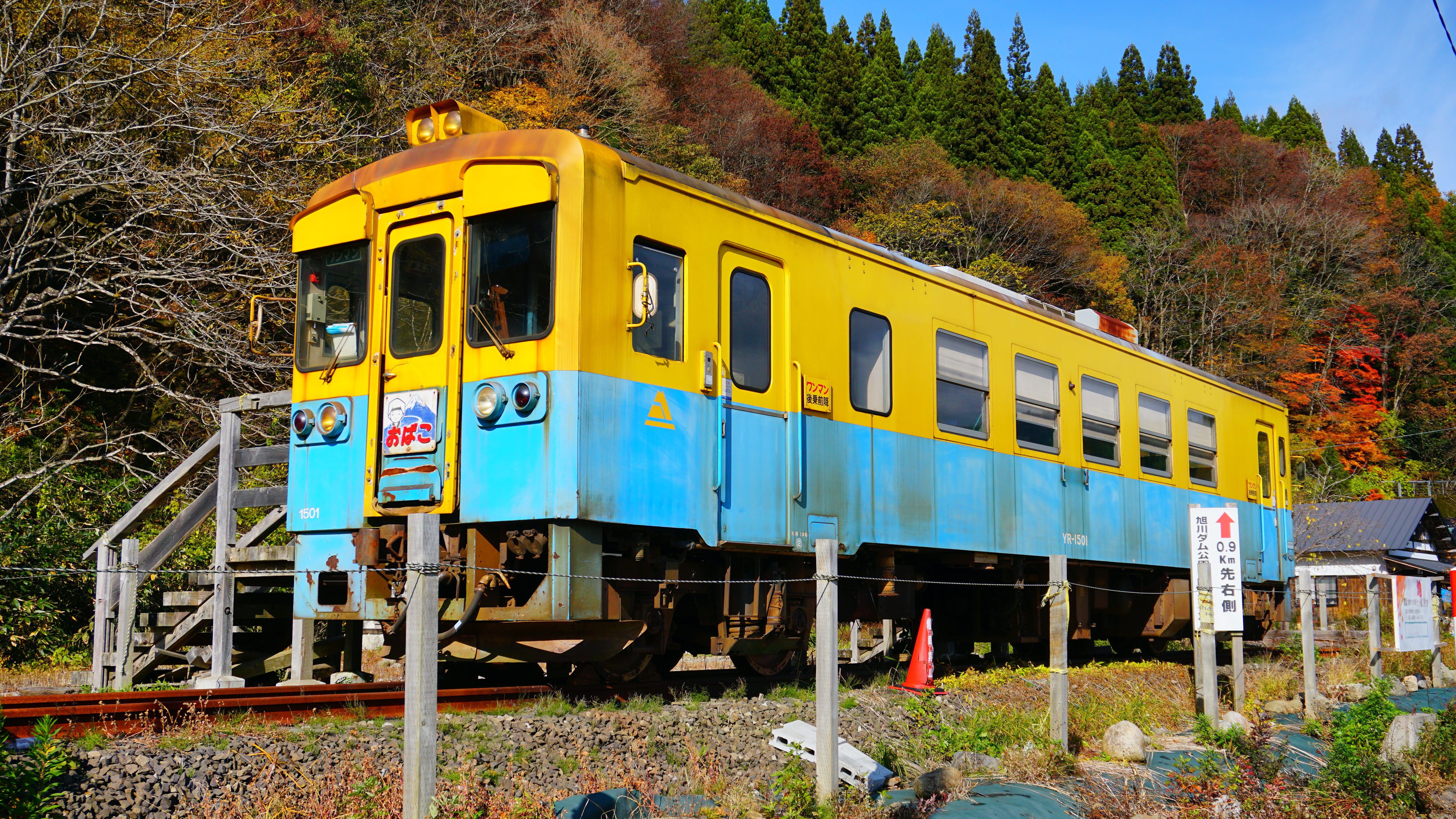
秋田市仁別で静態保存されている由利高原鉄道YR-1500形気動車
  - 秋田市植物園
  - 森林学習館木こりの宿
  - クアドーム・ザ・ブーン
  - テニスの森・テニスコート
  - 太平山スキー場オーパス
  - 太平山自然学習センター まんたらめ
- 仁別森林博物館
- 旭又キャンプ場
- 御滝神社
- 御手洗神社
- 太平山三吉神社奥宮

- 旭川治水ダム
- 太平山リゾート公園
- 仁別森林博物館
- 太平山三吉神社奥宮
- 秋田市仁別で静態保存されている由利高原鉄道YR-1500形気動車